# استتانیک ویلج (آریزونا)
استتانیک ویلج (به انگلیسی: Stotonic Village) یک منطقهٔ مسکونی در ایالات متحده آمریکا است که در شهرستان پاینال، آریزونا واقع شده‌است. استتانیک ویلج ۱۲٫۸۳ کیلومتر مربع مساحت و ۲٬۳۱۰ نفر جمعیت دارد.